# 優腔龍屬
優腔龍屬（學名：Eucamerotus）是蜥腳下目恐龍的一屬，化石發現於英格蘭懷特島的威塞克斯組（Wessex Formation），地質年代屬於白堊紀貝里亞階。牠的化石是一些脊椎，曾有一個部份骨骼被歸類於優腔龍，但未被學界普遍接納。在歐洲侏羅紀晚期至白堊紀早期的蜥腳下目中，優腔龍與鳥面龍及畸形龍，是三個根據破碎化石而建立的分類單元。

## 歷史及分類
化石最早被William D. Fox發現於英格蘭懷特島。在1871年，John Hulke從幾個部分背椎命名了優腔龍：包括正模標本的椎弓（編號BMNH R2522）、副模標本的兩節背椎（編號BMNH R89）、另外兩節背椎（編號BMNH R90）、以及一節幼年個體的背椎（編號BMNH R2524）。他並沒有為優腔龍取種名、標明正模標本，並在幾年後認為牠其實是鳥面龍。其他學者則認為牠是畸形龍的異名。
在1995年，William T. Blows認為優腔龍屬是腕龍科的有效屬，並加入種名foxi。他以BMNH R2522的椎弓為模式標本，並加入另一節脊椎及部份骨骼（編號MIWG-BP001），作為副模標本但最後加入的脊椎及部份骨骼，並沒有被普遍接納。不幸地，這些骨骼卻從未被研究、描述。
有科學家指出優腔龍其實是腕龍科的疑名，且不認為Blows的歸類具說服力。也有科學家指出牠是蜥腳下目的疑名。不過另有科學家指出牠是屬於泰坦巨龍類。

## 古生物學
優腔龍的脊椎長度為20公分，如果優腔龍是屬於腕龍科，牠約有15公尺長，在蜥腳下目中算是小型的。並且像其他的蜥腳下目，牠是四足的草食性恐龍。

## 外部連結
- Darren Naish on Wealden sauropod diversity （页面存档备份，存于）
- More on Wealden sauropods （页面存档备份，存于）